# 小贝尔萨克
小贝尔萨克（法語：Petit-Bersac，法語發音：[pəti bɛʁsak]）是法国多尔多涅省的一个市镇，属于佩里格区。

## 地理
小贝尔萨克（45°17'17"N, 0°13'55"E）面积10.83 平方千米，位于法国新阿基坦大区多爾多涅省，该省份为法国西南部内陆省份，是法國本土面积第三大的省，大致对应佩里戈尔地区，北起顺时针与夏朗德省、上维埃纳省、科雷兹省、洛特省、洛特-加龙省、吉倫特省和滨海夏朗德省接壤。
与小贝尔萨克接壤的市镇（或旧市镇、城区）包括：拉普拉德、纳比诺、圣塞沃兰、博堡、沙赛涅、佩里戈尔地区圣普里瓦、圣安托万-屈蒙、费斯塔朗。

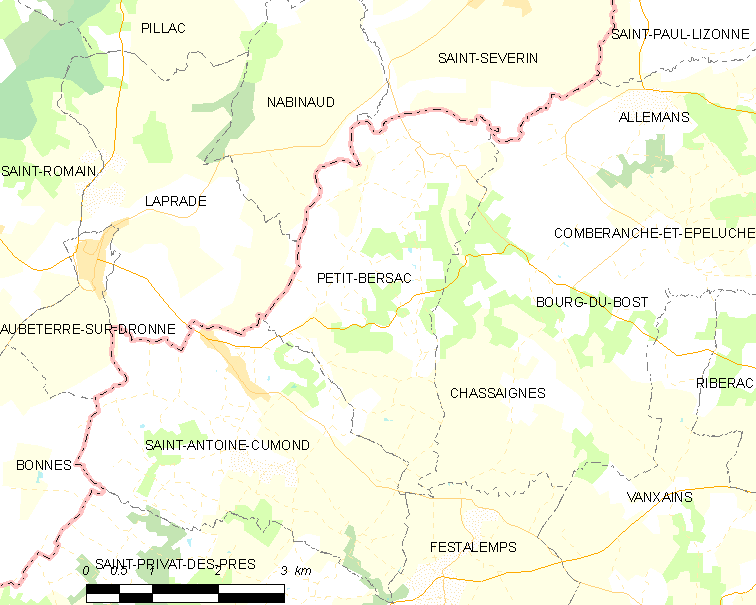
小贝尔萨克的OSM定位图

小贝尔萨克的时区为UTC+01:00、UTC+02:00（夏令时）。

## 行政
小贝尔萨克的邮政编码为24600，INSEE市镇编码为24323。

## 政治
小贝尔萨克所属的省级选区为里贝拉克县。

## 人口

1962-2008年间小贝尔萨克人口变化图示

小贝尔萨克于2022年1月1日时的人口数量为187人。